# Jean-Baptiste Bouillaud
Pour les articles homonymes, voir Bouillaud.
Jean-Baptiste Bouillaud, né le 16 septembre 1796 à Bragette, un village de la commune de Garat, près d'Angoulême, et mort le 29 octobre 1881 à Paris, est un médecin français. Il identifia le rhumatisme articulaire aigu en lien avec les troubles cardiaques et fut le premier à localiser le centre du langage dans les lobes frontaux du cerveau.

## Biographie
Formé par son oncle, Jean Bouillaud, chirurgien-major de l'armée, Bouillaud participa avant même d'avoir achevé ses études, aux campagnes napoléoniennes de 1815, et ce n'est qu'à la suite de la défaite de Waterloo qu'il achèvera son parcours universitaire avec son doctorat en médecine en 1823, à Paris. Son intense activité médicale se matérialise dans la publication d'un Traité des maladies du cœur et des gros vaisseaux, avec René-Joseph-Hyacinthe Bertin, en 1824, puis un an plus tard, un Traité clinique et physiologique de l'encéphalite, ou inflammation du cerveau dans lequel il expose sa thèse concernant les localisations frontales du centre du langage. Cela lui vaut de devenir à 30 ans, membre de l’Académie royale de médecine. Ses travaux seront poursuivis par son gendre Ernest Auburtin qui en les exposant à la Société d'anthropologie, en 1861, les fera découvrir à Paul Broca. Il collabora également avec le cardiologue Pierre Potain sur des études sur les "bruits du cœur" et la différenciation entre les rythmes cardiaques anormaux et normaux.
En 1831, il obtient un poste de professeur de médecine clinique à l'Hôpital de la Charité de Paris. Paru en 1840, son Traité clinique du rhumatisme articulaire et de la loi de coïncidence des inflammations du cœur avec cette maladie établit définitivement sa réputation de clinicien. À l'Académie de médecine, en 1847, il figure comme vice-président, mais contrairement aux usages, il ne devint pas président l'année suivante ; redevenu vice-président en 1861, il fut président en 1862. En 1848, il est nommé doyen de la Faculté de médecine de Paris, mais des dissensions avec son prédécesseur Mathieu Orfila le feront quitter ce poste. Le 12 août 1864, il est nommé Commandeur de la Légion d'honneur.
Le 1er juin 1868, il est élu membre de l'Académie des sciences (section de médecine et chirurgie), institution qu'il fréquentera jusqu'à ses tout derniers jours.
En 1870, il perdit sa femme et, en 1875, il démissionna de sa chaire de clinique médicale ; il avait eu une clientèle importante, qu'il abandonna peu à peu pour se consacrer à sa famille. En juin 1881, il se retira dans sa propriété des Bergerons, près d'Angoulême mais c'est à Paris, qu'il est décédé en octobre 1881, après avoir effectué un séjour en Suisse.
Libéral et républicain, il fut aussi député de Charente entre 1842 et 1846.

## Travaux scientifiques

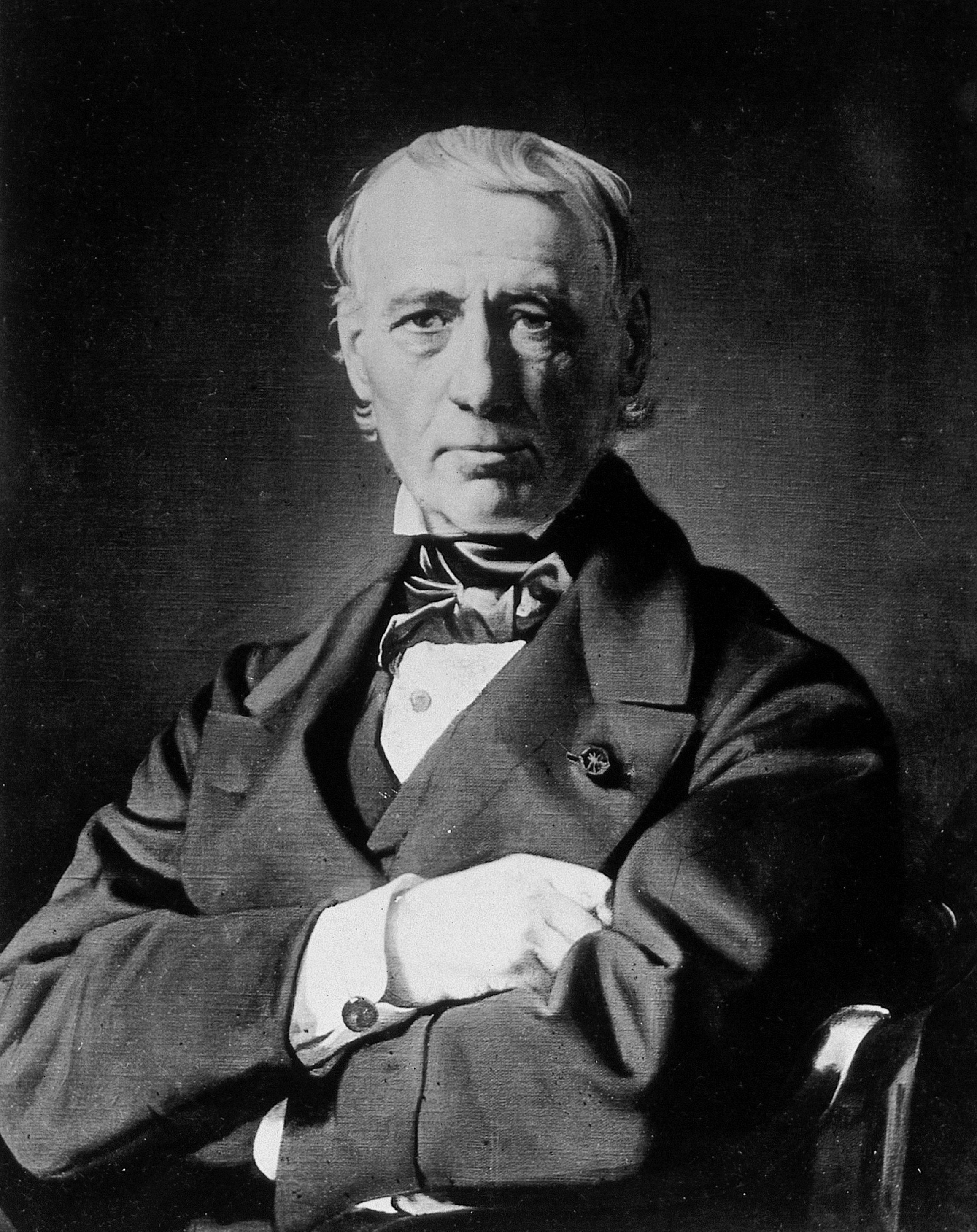
Jean-Baptiste Bouillaud, photographe : Lehmann, C. H., in J. D. Rolleston,
Ouvrage : Jean Baptiste Bouillaud (1796-1881) : a pioneer in cardiology and neurology, Londres, John Bale, 1931.

Les recherches de Bouillaud s'étendent à de nombreux domaines médicaux : depuis l'étude des troubles cardiaques aux rhumatismes des pathologies du système nerveux (lésions cérébrales, encéphalites) aux fièvres, en passant par le choléra ou encore, l'hermaphrodisme.

### Cardiologie
En cardiologie, il fit le premier l'observation de la cooccurrence des troubles cardiaques associés au rhumatisme articulaire aigu (maladie de Bouillaud). Il donnera les premières explications mécaniques de l'origine du son produit par les battements cardiaques dont il décrit certaines arythmies. Il découvre aussi certaines propriétés pharmacologiques de la drogue issue de la digitale, qu'il baptise l' « opium du cœur ».

### Neurologie
Dans le domaine de la neurologie, inspiré par la phrénologie de Franz Joseph Gall, il énonce le principe de la double dissociation, un raisonnement qui sera l'un des piliers théoriques de la neuropsychologie des XIXe siècle et XXe siècle. Voici le raisonnement de Bouillaud : si le langage est bien localisé dans les lobes frontaux du cerveau, alors deux conclusions peuvent être tirées, d'une part en cas d'atteinte des lobes frontaux, le langage doit être aussi affecté, d'autre part, si les lésions touchent d'autres zones du cerveau alors le langage doit être épargné.
En analysant les données rapportées par un confrère neurologue, Claude-Francois Lallemand, Bouillaud obtient une confirmation expérimentale de cette théorie. C'est à la suite des travaux de Bouillaud que Paul Broca étudiera la question et donnera une localisation plus précise du centre du langage au pied de la troisième circonvolution frontale  de l'hémisphère gauche, une région depuis nommée aire de Broca.
Les autres découvertes de Bouillaud sur le langage ne sont pas moins importantes : il est le premier à démontrer que la perte de langage, l'aphasie, existe sous deux formes qui résultent soit d'une incapacité à comprendre, mémoriser et générer des mots, soit d'une incapacité motrice à les produire. Ces deux formes seront ultérieurement désignées sous les noms aphasie de Wernicke et aphasie de Broca.

### Choléra
Il consacra d'importants travaux à l'épidémie de choléra de 1832, résumés dans un ouvrage : Traité pratique, théorique et statistique du choléra-morbus de Paris (Paris, 1832).

### Autres contributions médicales
Malgré ces découvertes fondamentales, outre la théorie phrénologique désormais invalidée (contrairement à la localisation qu'il fit lui-même des aires du langage), on peut citer parmi ses fourvoiements un usage inconditionnel des saignées en cas de fièvre, la défense obstinée de la médecine anti-phlogistique de Broussais et une grande réticence vis-à-vis des travaux de Louis Pasteur.

## Œuvres et publications
- Recherches cliniques propres à démontrer que la perte de la parole correspond à la lésion des lobules antérieurs du cerveau, et à confirmer l'opinion de Gall, sur le siège du langage articulé, Migneret (Paris), 1825.
- Traité clinique et physiologique de l'encéphalite ou inflammation du cerveau et de ses suites, J.-B. Baillière (Paris), 1825, Texte intégral.
- Traité clinique et expérimental des fièvres dites essentielles, J.-B. Baillière (Paris), 1826, lire en ligne sur Gallica.
- Exposition raisonnée d'un cas de nouvelle et singulière variété d'hermaphrodisme observée chez l'homme, J.-B. Baillière (Paris), 1833,  Texte intégral.
- Traité clinique des maladies du cœur, J.-B. Baillière (Paris), 1835, (2 vol.):

1. tome premier,
2. tome second, texte intégral.

- Traité clinique des maladies du cœur, Dumont (Bruxelles), 1836, Texte intégral.
- Nouvelles recherches sur le rhumatisme articulaire aigu en général [et spécialement sur la loi de coïncidence de la péricardite et de l'endocardite avec cette maladie ainsi que sur l'efficacité de la formule des émissions sanguines coup sur coup dans son traitement], J.-B. Baillière (Paris), 1836,  Texte intégral.
- Essai sur la philosophie médicale et sur les généralités de la clinique médicale, Etablissement encyclographique (Bruxelles), 1836, Texte intégral.
- Traité clinique du rhumatisme articulaire : et de la loi de coïncidence des inflammations du cœur avec cette maladie,  J.-B. Baillière (Paris), 1840, Texte intégral.
- Traité de nosographie médicale, J.-B. Baillière (Paris), 1846, (5 vol.):

1. tome I
2. tome II
3. tome III, Texte intégral.

- Ouverture du cours de clinique de M. le professeur Bouillaud, [publié par Louis Fleury], impr. de W. Remquet et Cie (Paris), 1859, lire en ligne sur Gallica.
- De l'Identité du bruit de soufflet dit placentaire avec le bruit des grosses artères et de sa localisation dans les artères intra-pelviennes, G. Masson (Paris), 1876, lire en ligne sur Gallica.